# Bozner Blutsonntag

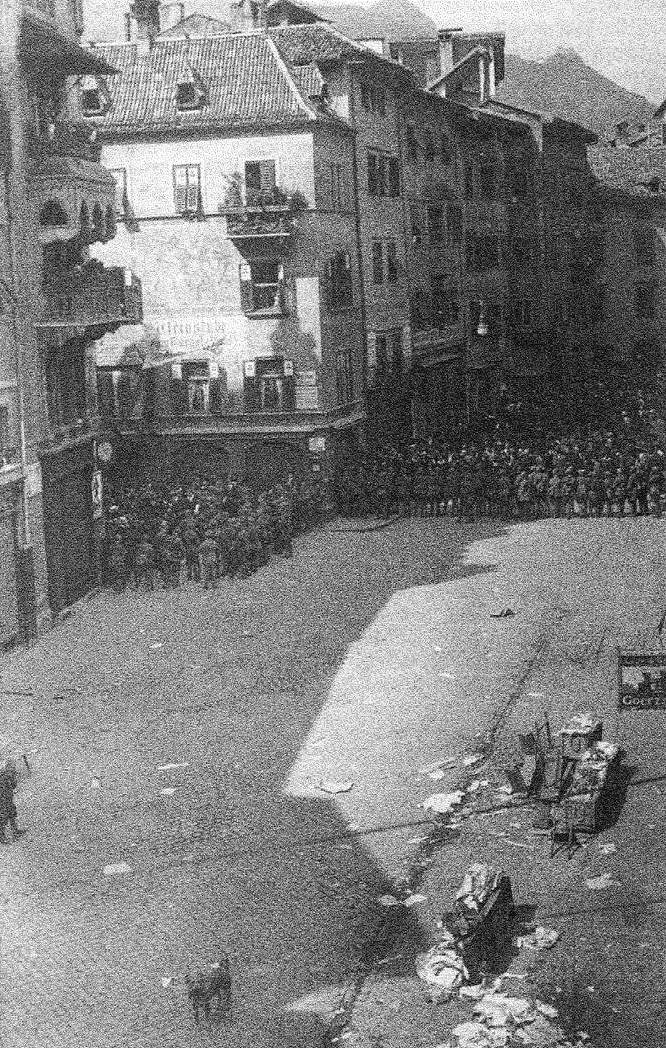
Italienisches Militär beim Absperren des Bozner Obstmarktes nach dem faschistischen Überfall am 24. April 1921

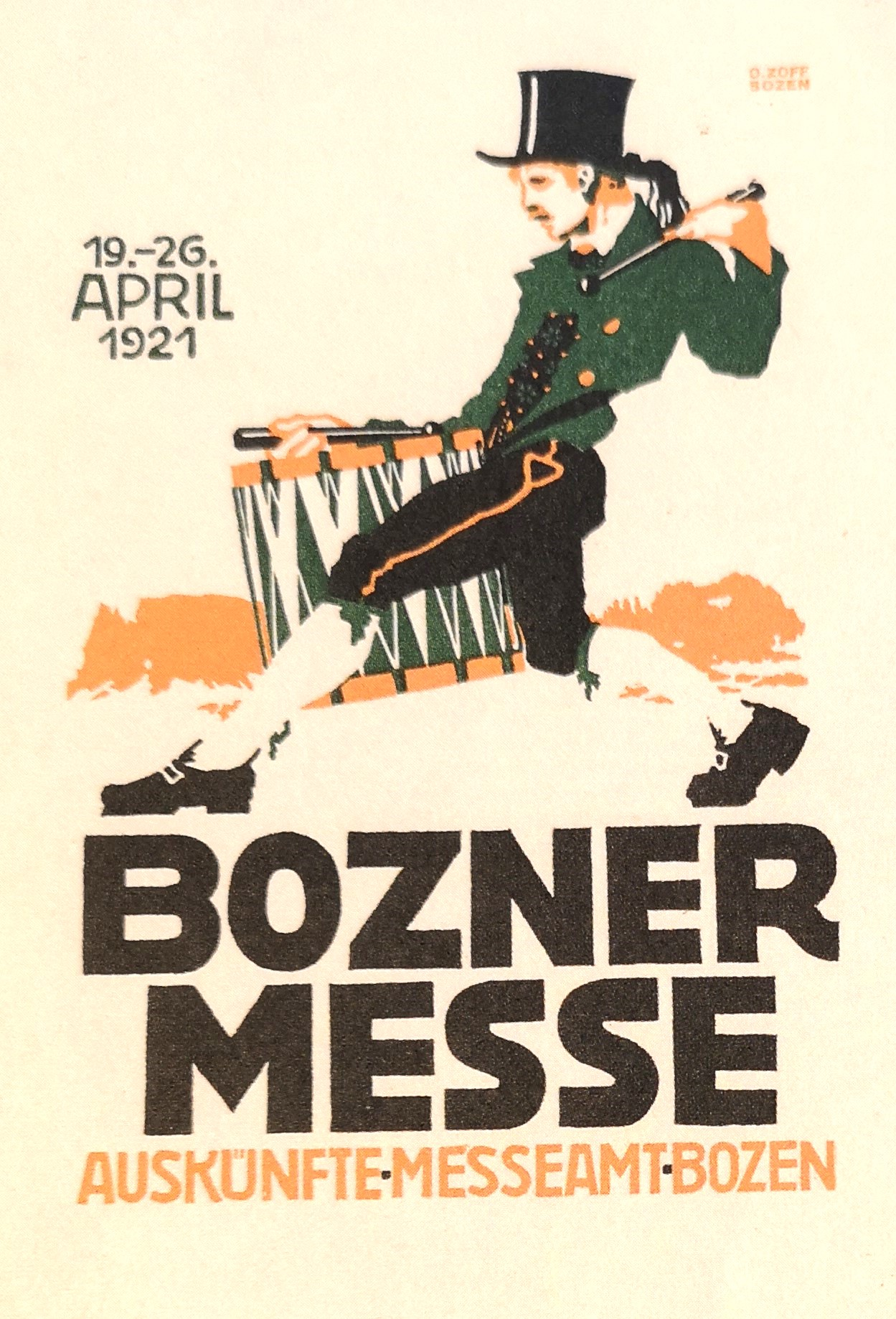
Plakat der Bozner Frühjahrsmesse 1921

Als Bozner Blutsonntag werden die Ereignisse vom 24. April 1921 in Bozen bezeichnet. Es handelte sich dabei um einen ersten Gewalthöhepunkt des italienischen Faschismus im nach dem Ersten Weltkrieg an Italien gefallenen, mehrheitlich deutschsprachigen Südtirol.

## Hintergründe
1921 befand sich der italienische Faschismus in Südtirol noch im Aufbau. In Bozen waren im Februar des gleichen Jahres mit Mühen die ersten Fasci di combattimento, damals noch eine italienweit tätige Schlägertruppe, gegründet worden. Aufgrund der marginalen Rolle der Linken in Südtirol fand der in Italien schwelende militante Kampf der Schwarzhemden gegen die Linke in Südtirol nicht statt. Stattdessen rückten nationalistische Argumente in den Vordergrund. Vor diesem Hintergrund, und angesichts der für den 15. Mai 1921 angesetzten Wahlen zum italienischen Parlament, gärte im Wahlkampf die politische Stimmung im Land. Eine Strafexpedition gegen die Deutschen in Südtirol ließ auf eine entsprechende landesweite Resonanz hoffen.
Die für den 24. April 1921 im österreichischen Tirol angesetzte Volksabstimmung über den Anschluss an das Deutsche Reich wurde wegen ihrer möglichen Auswirkungen auf Südtirol zudem mit besonderer Aufmerksamkeit verfolgt. In der Tat sah unter anderem Eduard Reut-Nicolussi vom Deutschen Verband die Volksabstimmung auch als Protest gegen die Pariser Vorortverträge von 1919 und die damit verbundene Teilung Tirols an.
Der ebenfalls am 24. April im Rahmen der zwischen dem 16. und 26. April stattfindenden Bozner Frühjahrsmesse geplante Trachtenumzug durch Bozen wurde von den Schwarzhemden als antiitalienische und alldeutsche Demonstration der Pangermanisten beurteilt, mit der die Volksabstimmung unterstützt werden sollte. Der in ihren Augen provokative Umzug musste gestört werden. Trotz Warnungen und aufgrund beruhigender Beteuerungen der Bozner Handelskammer ergriff der zuständige Generalzivilkommissar Luigi Credaro keine Sicherheitsmaßnahmen.

## Ausführung
Am 16. April fuhr Attilio Crupi von den Bozner Schwarzhemden nach Mailand und sicherte sich beim Zentralkomitee der Fasci die Zustimmung für die Aktion ab. Mit einem Schreiben in der Hand, mit dem die Fasci di combattimento in Brescia unter Leitung von Augusto Turati und Verona unter Italo Bresciani zur Mithilfe aufgefordert wurden, traf er sich auf dem Rückweg mit Turati, Bresciani und Achille Starace, zu dem Zeitpunkt politischer Sekretär der Fasci in Trient, die ihm ihre Unterstützung zusicherten.
In den Tagen vor dem Trachtenumzug kam es in Bozen vermehrt zu politisch motivierten Aktionen in Form von nächtlichen Vandalismus, bei dem unter anderem Häuserwände mit nationalistischen Parolen beschmiert wurden. Die alarmierten Behörden konsultierten sich mit Rom und führten Gespräche mit den Bozner Schwarzhemden und der Bozner Messe. Am 23. April trafen sich beide Seiten in den Amtsräumen von Credaro und versicherten, auf Provokationen aller Art zu verzichten, woraufhin sowohl der Trachtenumzug als auch der Aufmarsch der Squadristi von Credaro genehmigt wurden. Zugleich ersuchte Credaro die Behörden der Nachbarprovinzen, die Abfahrt von Faschisten nach Bozen zu unterbinden, dem man aber nur unzureichend nachkam. Die Sicherheitskräfte in Bozen dagegen beschlossen, die Züge mit den Teilnehmern des faschistischen Aufmarsches nach Bozen einfahren zu lassen.
Am Morgen des 24. April trafen am Bahnhof Bozen etwa 290 Schwarzhemden aus dem übrigen Italien ein, angeführt von Francesco Giunta und Achille Starace, denen sich etwa 120 örtliche Faschisten anschlossen. Von den angekündigten 1000 Teilnehmern des Aufmarsches standen am Ende etwas mehr als 400 unter der Gesamtleitung von Starace. Diesen standen 170 Carabinieri, etwa 1000 Soldaten sowie 150 Finanzbeamte und die 30 Mann starke Stadtwache von Bozen gegenüber, die Credaro zusammengezogen hatte. Bereits bei der Ankunft war klar, dass die Schwarzhemden nicht auf Provokationen verzichten würden. Nachdem durchgesickert war, dass die Faschisten die Trikolore am Rathaus hissen wollten, wurden Teile der Sicherheitskräfte zur Bewachung des Rathauses abgezogen. Andere Sicherheitskräfte sollten das Zivilkommissariat im nahen Palais Widmann, das Gewerkschaftshaus, die Redaktionen der Südtiroler Zeitungen sowie andere als bedroht angesehene Einrichtungen schützen. Etwa zwei Dutzend Carabinieri wurden zudem im Bahnhofsbereich abgestellt, um Zusammenstöße mit kommunistischen Eisenbahnern zu verhindern. Ein anderer Teil der Sicherheitskräfte begleite den Zug der Schwarzhemden zum Sitz der Bozner Fasci in das Palais Pock.
Als der Aufmarsch den Waltherplatz passierte, bemerkte man das Fehlen der italienischen Nationalflagge, worauf eine Abordnung bei Credaro vorstellig wurde und das Anbringen der Trikolore forderte. Der Bürgermeister Julius Perathoner weigerte sich, den Forderungen der Squadristi nachzukommen, worauf Credaro das Hissen der Flagge selbst anordnete. Daraufhin beruhigte sich zunächst die Lage bei den vor dem Palais Pock versammelten Schwarzhemden. Nachdem der um 13 Uhr gestartete Trachtenumzug seinerseits den Waltherplatz passiert hatte, gelang es einer kleinen Gruppe von Faschisten, die sich von den übrigen Teilnehmern des Aufmarsches abgesetzt hatten, sich in den Zug einzureihen. Auf Höhe des Bozner Obstmarktes provozierten die Squadristi die Zuschauer, indem sie ein erbeutetes Wirtshausschild in Form eines Habsburger-Doppeladlers verhöhnten, worauf aus den Fenstern der umliegenden Häuser Gegenstände flogen und Wassereimer auf die Squadristi geleert wurden. Die Squadristi antworteten mit Pistolenschüssen und warfen eine Handgranate. In Panik brach die Menschenmenge auseinander. Etwa fünfzig Südtiroler wurden teils schwer verletzt, wovon 15 im Krankenhaus behandelt werden mussten. Der Lehrer Franz Innerhofer aus Marling, der als Trommler der Musikkapelle Marling mit nach Bozen gekommen war, starb beim Versuch, einen Jungen zu beschützen, durch Schüsse im Hauseingang des Bozner Ansitzes Stillendorf. Ob ein weiterer Mann an den Folgen der Verletzungen starb, die er im Zusammenhang mit den Ereignissen am „Blutsonntag“ erlitt, ist umstritten. Auf Seiten der Faschisten wurden laut Starace vier Squadristi verletzt.

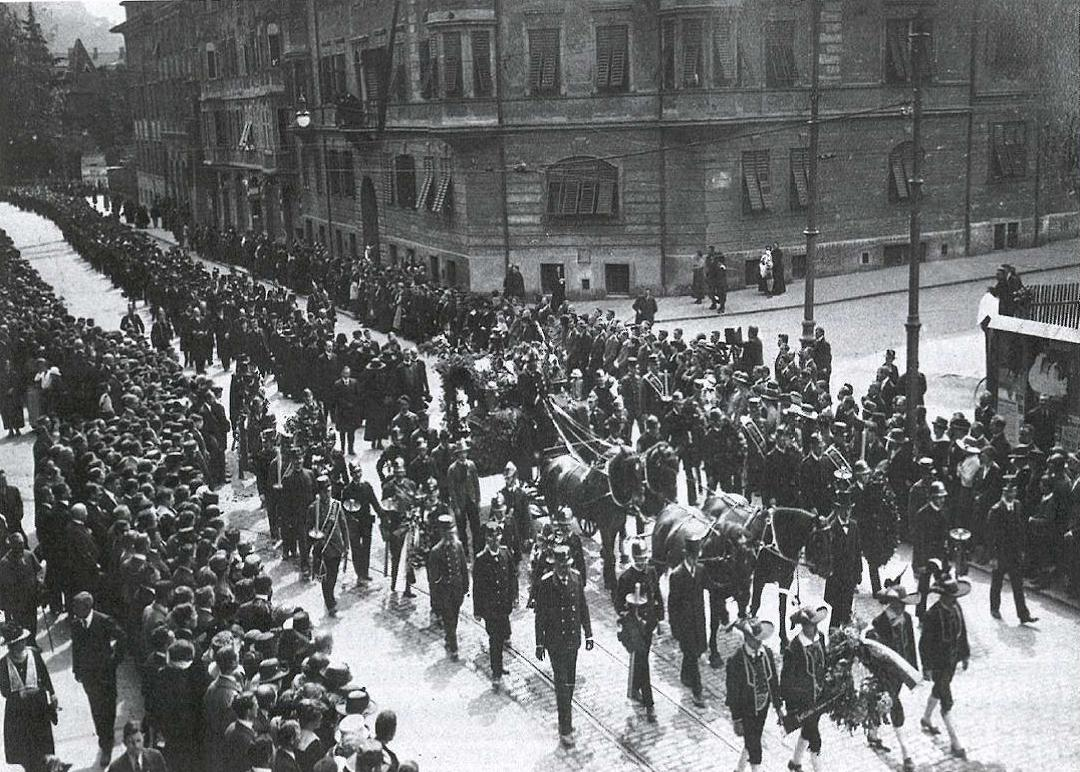
Begräbniszug von Franz Innerhofer in Bozen 1921: der Kondukt im südlichen Abschnitt der Sparkassenstraße

## Folgen
Das nun einschreitende Militär beschränkte sich darauf, die am Palais Pock ihren „Sieg“ feiernden Aggressoren zum Bahnhof zu eskortieren, wo sie unbehelligt noch am gleichen Nachmittag abreisen konnten. Die Bozner Bevölkerung reagierte aufgebracht unmittelbar nach den Ereignissen. Dem Protest schlossen sich auch linke italienische Gruppierungen an, und die italienische Bevölkerung in Südtirol distanzierte sich am nächsten Tag bei Credaro öffentlich von den Vorfällen. Den Sicherheitskräften wurde Kollaboration mit den Schwarzhemden vorgeworfen. Es kam zu gewalttätigen Übergriffen auf lokale Schwarzhemden. Am Folgetag wurde ein sprachgruppenübergreifender Generalstreik ausgerufen, den die Gewerkschaften und alle Parteien unterstützten. Es kam zu einer großen Protestkundgebung am Viehmarktplatz (heutiger Verdiplatz). In der von Julius Perathoner angeführten Trauersitzung im Gemeinderat beschuldigte Perathoner die italienischen Offiziere der Fraternisierung mit den Squadristi. Als Hauptverantwortliche der Zwischenfälle wurde aber allein die italienische Regierung ausgemacht, die den Faschisten freie Hand gelassen und die Südtiroler Bevölkerung nicht geschützt hatte. Am 26. April wurde der Leichnam Innerhofers von Bozen nach Marling in einem öffentlichen Kondukt überführt, den zahlreiche Politiker und Generalzivilkommissar Luigi Credaro anführten. Dem Trauerzug folgten in Bozen bis zu 15.000 Menschen aller Sprachgruppen, und auch auf dem weiteren Weg säumten zahlreiche Menschen die Straßen. Am 28. April fand die Beisetzung in Marling statt, bei der Reut-Nicolussi die Grabrede hielt und Innerhofer als Opfer im Kampf gegen Italien deutete.
In seiner ersten Parlamentsrede am 21. Juni 1921 übernahm Benito Mussolini die moralische Verantwortung für die Ereignisse in Bozen. Zugleich verschärfte die italienische Regierung ihre Südtirolpolitik und Credaro wurde zu einem energischeren Auftreten angewiesen. Nach wie vor stand die Haltung des italienischen Staates in der Kritik. In Südtirol kritisierte man die unterlassenen Schutzmaßnahmen und die Kollaboration mit den Faschisten, in Italien wurden dagegen die zu nachsichtige Südtirolpolitik der italienischen Regierung an den Pranger gestellt.
Für den Faschismus in Südtirol stellte der Anschlag zunächst einen Rückschlag dar. Die italienischsprachige Bevölkerung nahm eine abwartende Haltung ein, die italienische Linke und ihre Sympathisanten verstärkten ihre antifaschistische Linie. Der von den Faschisten erhoffte Aufschwung der faschistischen Bewegung in Südtirol blieb aus. Lediglich eine neue Ortsgruppe der Fasci di combattimento wurde in der Folge in Franzensfeste gegründet. Der Deutsche Verband konnte dagegen bei den Parlamentswahlen im Mai 1921 einen überwältigenden Wahlsieg erringen.
Für die Südtiroler Parteienwelt war der von der Tiroler Tageszeitung als „Bozener Blutsonntag“ bezeichnete Anschlag Anlass, sich näher mit dem italienischen Faschismus auseinanderzusetzen. Für den Sozialdemokraten Franz Tappeiner war nicht das friedliche Zusammenleben verschiedener Volksgruppen ein Problem. Der faschistischen Gewaltbereitschaft müsse man sich dagegen auch bewaffnet entgegenstellen. Im Gegensatz dazu liebäugelten konservative Kräfte mit dem Faschismus, lehnten aber den italienischen Faschismus, wie Friedrich von Toggenburg, nicht aus ideologischen, sondern aus rein nationalistischen Gründen ab.

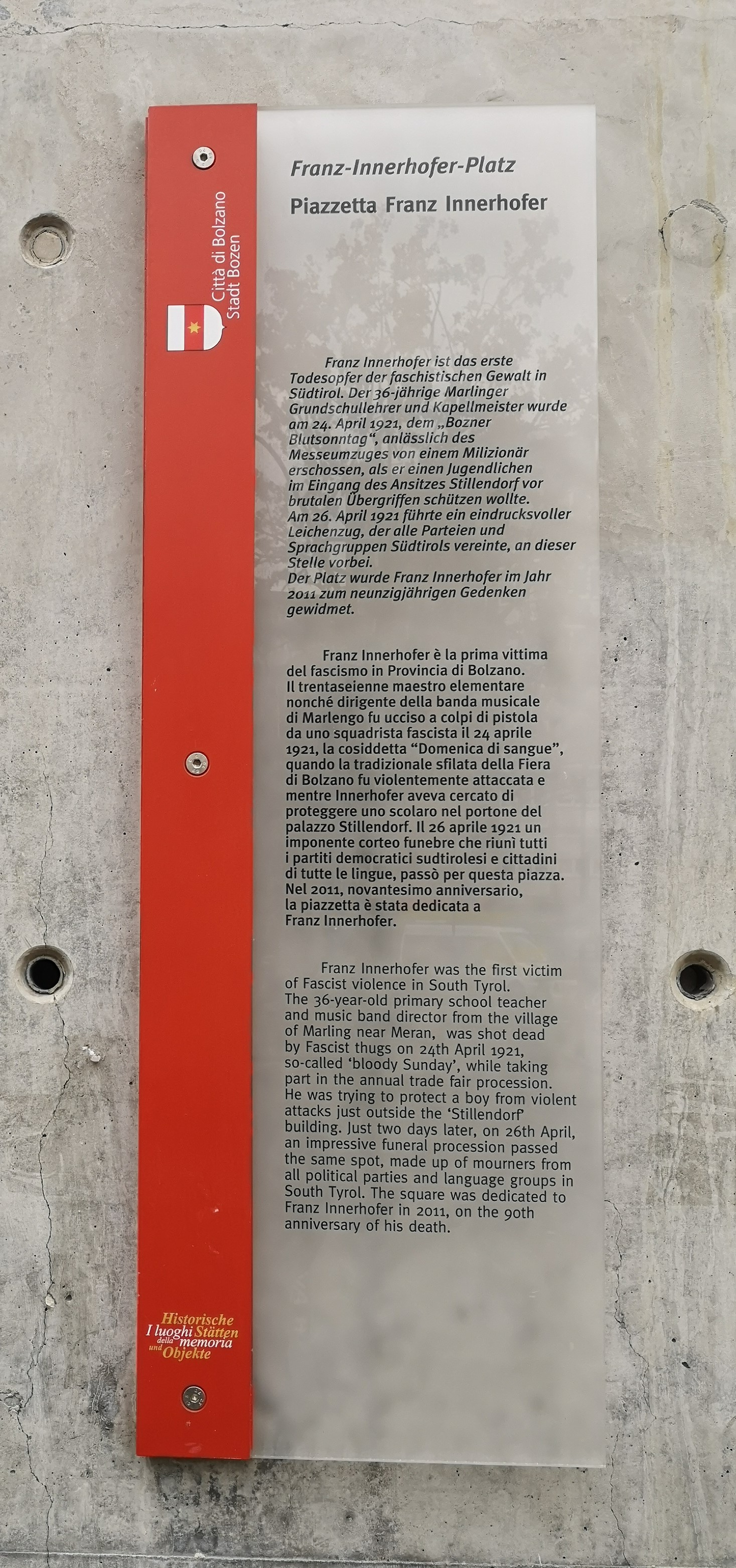
Dreisprachige Gedenktafel am Franz-Innerhofer-Platz in Bozen

## Täter
Noch am 24. April ordnete der italienischen Ministerpräsident Giovanni Giolitti die Aufklärung des Anschlags an, da er negative Reaktionen aus dem Ausland befürchtete. Noch am gleichen Tag wurden die Bozner Faschistenführer Vittorio Moggio und Attilio Crupi festgenommen. Der von Credaro mit der Aufklärung des Falles beauftragte Adolfo Lutrario ging der Sache jedoch nur halbherzig nach. So wurden vermeintliche Zeugen, wie Moggio und Crupi erst gar nicht vernommen und bei Starace beschränkte man sich auf eine schriftliche Stellungnahme. Da die Südtiroler kaum Vertrauen in die Untersuchung setzten, blieb auch von dieser Seite die Unterstützung aus.
Die Ermittlungen kamen zu dem Ergebnis, dass die im Trachtenzug mitmarschierende Gruppe der Squadristi um die zehn Mann stark war, deren Mitglieder aus Verona, Brescia und Riva kamen, wobei die Ermittlungen von dem mit den Faschisten sympathisierenden und späteren OVRA-Agenten Filippo Tagliavacche geführt wurden. Tagliavacche machte den in Mailand 1900 geborenen Ugo Saldarini als Träger des Wirtshaus-Doppeladlers aus, der bereits bei anderen Aktionen der Squadristi als gewalttätiger Teilnehmer polizeilich aufgefallen war. Als mutmaßlichen Bombenwerfer konnte er den 22-jährigen Bruno Zeni aus Turin identifizieren, die beide der Fasci-Sektion Brescia angehörten. Allerdings konnte nie restlos geklärt werden, wer die Handgranate tatsächlich geworfen hatte. Kein einziger Verdächtiger wurde jemals für den Anschlag auf den Trachtenumzug oder die Ermordung Innerhofers gerichtlich belangt, wobei die Untersuchung des Mordfalles nicht im Vordergrund der Ermittlungen stand.
Bald kursierten Gerüchte, dass man bewusst an der falsche Stelle nachforschte, und mit dem Mord an Innerhofer wurde der Bozner Squadrist Lino Mariotti in Verbindung gebracht. Mariotti, 1900 im Friaul geboren, war nach dem Ersten Weltkrieg nach Bozen gekommen und betrieb einen Verkaufsstand am Obstmarkt. Er war 1920 den Fasci beigetreten und wohnte nur wenige Meter vom Tatort entfernt. Er verstarb 1938 nach längerer Krankheit in Bozen. Auf seiner Trauerfeier wurde er von der faschistischen Parteispitze in auffälliger Weise für seine besonderen Verdienste gewürdigt, was die Gerüchte um seine vermeintliche Verbindung mit dem Mord an Innerhofer noch verstärkte.
Die nach dem Anschlag festgenommenen Moggio und Crupi wurden ebenfalls nie belangt. Sie hatten behauptet, sie hätten nur zur Beruhigung der Lage beitragen und Gewalttätigkeiten verhindern wollen. Starace drohte bereits am Tag nach der Festnahmen mit schwerwiegenden Konsequenzen, falls sie nicht unverzüglich freigelassen würden. Die beiden blieben aber zunächst in Haft und es kursierten Gerüchte, etwa 2000 Faschisten würden am Begräbnistag Innerhofers anrücken, um sie gewaltsam zu befreien. Nach drei Wochen kamen sie schließlich frei.

## Gedenken
Heute erinnert eine Gedenktafel im Ansitz Stillendorf an die Ereignisse. Vor ihr legten am 23. November 2019 die beiden Staatspräsidenten Italiens und Österreichs, Sergio Mattarella und Alexander Van der Bellen, einen Strauß weißer Blumen zum Zeichen des gemeinsamen Gedenkens nieder. Am 25. April 2011, dem Tag der Befreiung Italiens von Faschismus und Nationalsozialismus, wurde ein Platz in der Altstadt von Bozen (beim Hauptgebäude der Freien Universität Bozen) nach Franz Innerhofer benannt. 2021 wurde Innerhofer vom Andreas-Hofer-Bund Tirol im Zusammenwirken mit dem Südtiroler Heimatbund ein Gedenkstein an der Landesgedächtnisstätte Tummelplatz in Amras bei Innsbruck enthüllt, der  ihn als „Blutzeugen für das deutsche Südtirol“ instrumentalisiert.